# Madellaine Paxson
Madellaine Paxson é uma roteirista francesa. Ela esta trabalhando atualmente na série LoliRock da Marathon. Ela já trabalhou em séries e filmes como Lilo & Stitch, Tarzan e Kim Possible.  Ela também trabalha na redação da série animada Making Fiends. 